# Tabasco (salsa)
Il Tabasco è una salsa piccante ricavata dall'omonima cultivar di peperoncino della specie Capsicum frutescens. La salsa, il cui nome deriva dall'omonimo stato del Messico, è prodotta dall'azienda statunitense McIlhenny Company, con sede ad Avery Island in Louisiana, che depositò un brevetto nel 1870 ed è proprietaria del marchio Tabasco Sauce.
È la prima salsa piccante prodotta industrialmente negli Stati Uniti, a partire dal 1859, e tutt'oggi è una delle più note: secondo Package Facts nel 1992 aveva una quota di mercato del 26,6%. La salsa originaria viene commercializzata con l'etichetta Tabasco Pepper Sauce, e la McIlhenny nel tempo ha ampliato la sua gamma di salse Tabasco per far fronte alla concorrenza, portando la scelta a otto diversi tipi di salse e abbassando quasi sempre la piccantezza rispetto alla salsa originale, tranne nel caso della salsa Tabasco habanero, che arriva ad 8000 SU.
La quasi totalità dei tipi di questa salsa è prodotta con aceto di alcool (distilled vinegar) e non con aceto di vino bianco.

## Storia
Nel 1849 il New Orleans Daily Delta, un quotidiano di New Orleans in Louisiana, riportava la lettera di un visitatore alla piantagione del colonnello Maunsell White, in cui si diceva: "I must not omit to notice the Colonel's pepper patch, which is two acres in extent, all planted with a new species of red pepper, which Colonel White has introduced into this country, called Tobasco red pepper. The Colonel attributes the admirable health of his hands to the free use of this pepper". "Tobasco" era una erronea trascrizione dello stato messicano di Tabasco.

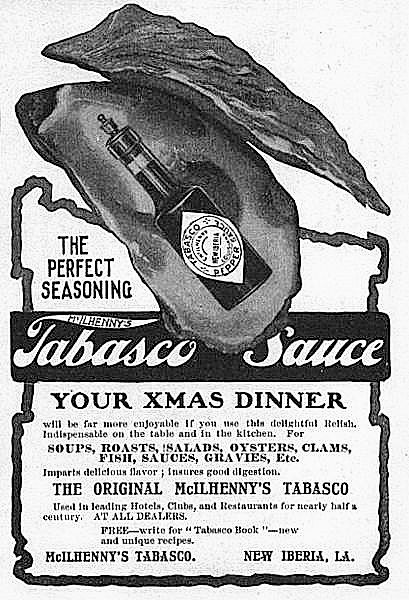
Pubblicità del 1905 ca.

Il Colonnello produsse la prima salsa dai peperoncini "Tobasco" nel 1859, anno in cui ne apparvero anche delle pubblicità. All'incirca nello stesso periodo diede la ricetta e alcuni peperoncini ad un amico, Edmund McIlhenny, che iniziò anch'esso a coltivarli ad Avery Island. Durante la guerra civile americana, nel 1863, McIlhenny e famiglia fuggirono a San Antonio, in Texas. Al suo ritorno, nel 1865, trovò la piantagione distrutta, ma alcune piante si erano inselvatichite, permettendogli così di ricostruire la piantagione dai loro semi. Cinque anni dopo brevettava la sua salsa "Tabasco", e nel 1872 apriva a Londra un ufficio per la vendita in Europa.
Nel 1889 Heinz imitò la salsa, col nome di Heinz's Tabasco Pepper Sauce, senza tuttavia riuscire a competere con quella di McIlhenny. Il figlio di Edmund McIlhenny, John, ereditò l'azienda nel 1890, quando una cattiva annata rovinò il raccolto. Fortunatamente vi erano abbastanza riserve di peperoncini fermentati per continuare la vendita. Dato che John non riuscì a trovare in Messico dei frutti che rispondessero alle sue esigenze, da allora la compagnia ha esteso le sue coltivazioni sotto contratto in Honduras, Colombia e altri stati dell'America centromeridionale. Nel 1898 B. F. Trappey, un altro imprenditore della Louisiana, ex impiegato di McIlhenny, cominciò a coltivare tabasco dai semi di Avery Island. La sua B. F. Trappey and Sons produsse la sua salsa, anch'essa chiamata "Tabasco". I McIlhenny li citarono in giudizio e dopo una lunga controversia, ottennero i diritti sul marchio "Tabasco" nel 1906.

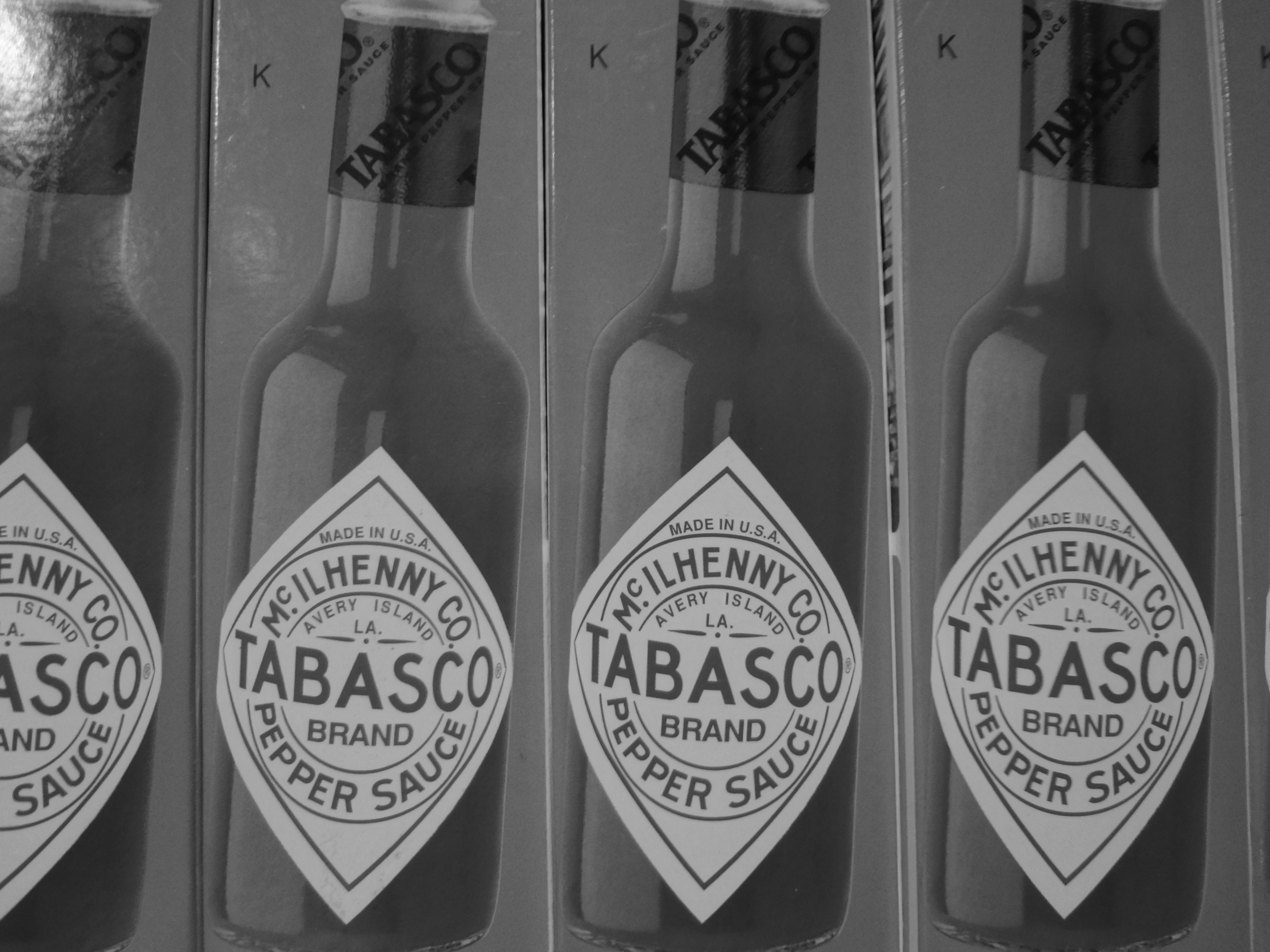

Il marchio registrato non impedì alle altre compagnie di usare il nome "Tabasco" nei loro prodotti: nel 1911 la "Joseph Campbell Company", quella delle famosa zuppa immortalata da Andy Warhol, iniziò la vendita del Campbell's Tabasco Ketchup, definendolo l'"appetitosa piccantezza della Salsa Tabasco in forma più delicata". Notando il successo commerciale del Tabasco di McIlhenny, molti altri produttori in Louisiana si lanciarono nel mercato, e solo nel 1929 la McIlhenny Company ottenne l'esclusiva sul nome Tabasco, vincendo una causa contro Trappey.

## Particolarità
Dato che "Tabasco" è il nome di uno stato messicano, l'uso esclusivo del nome in altra area geografica è un fatto curioso, ma non unico: una situazione equivalente si ha riguardo a un prodotto IGP detto "salsa calabra", registrato in Spagna.

## La ricetta

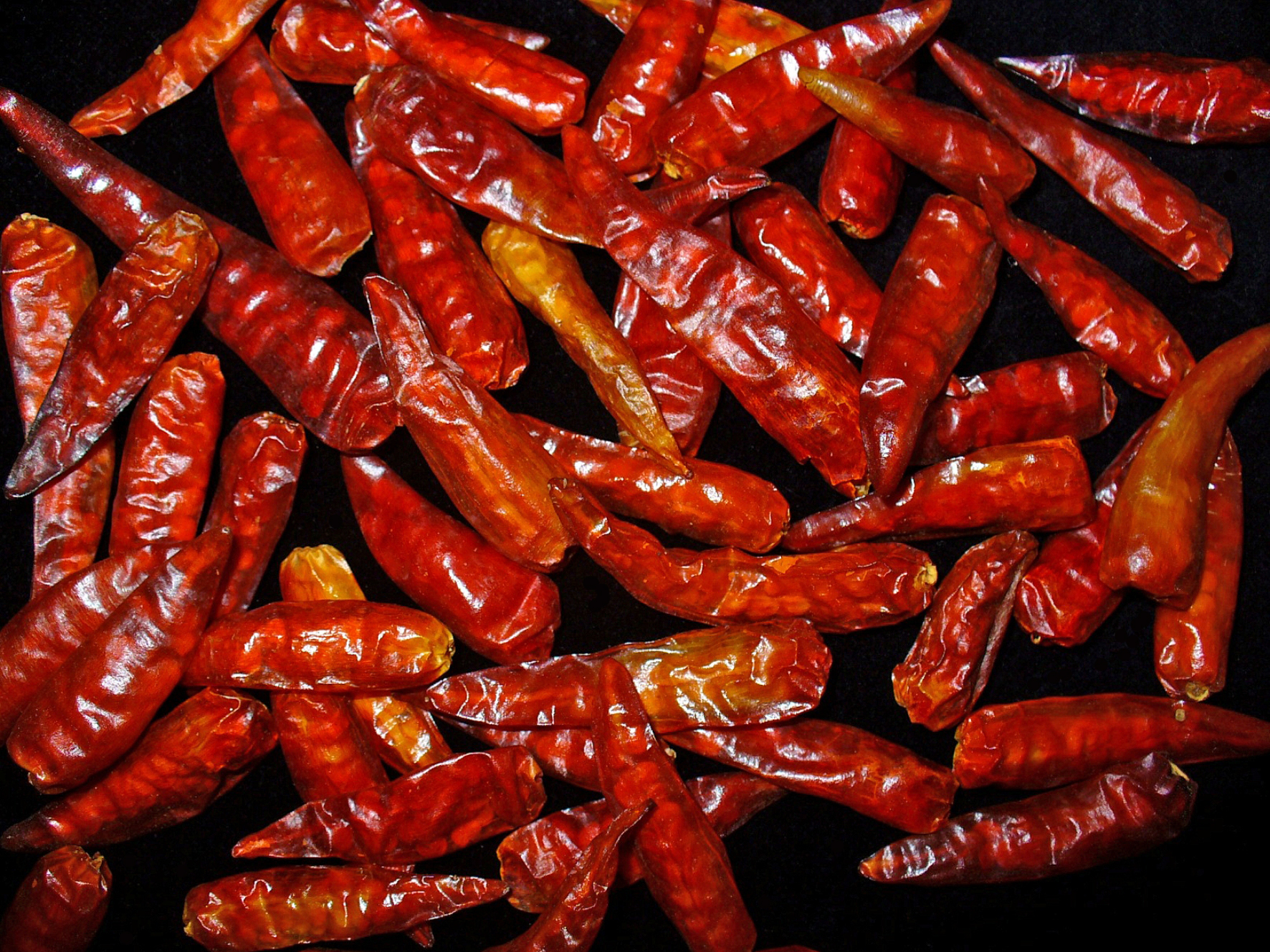
Peperoncini della specie Capsicum frutescens.

Innanzitutto si dovrebbero utilizzare esclusivamente le piante di Capsicum frutescens cultivar "Tabasco", ben maturi e freschi. Le coltivazioni di McIlhenny hanno un bastone dipinto dello stesso rosso di cui devono apparire i frutti: né quelli più verdi, né quelli più maturi vengono usati. Ad ogni modo vanno bene anche i normali pepe di Caienna o i "Thai Dragon", entrambi cultivar di Capsicum annuum, anche se cambia ovviamente il sapore. Ne esistono anche varianti con Scotch Bonnet o Habanero (cultivar di C. chinense), molto più piccanti. Qui comunque si riporta, per quanto nota, la ricetta originale, di cui si mantengono segrete le esatte quantità e i tempi di stagionatura della salsa finita.

### Ingredienti
- Peperoncini Tabasco 640 g
- Sale grosso 20 g
- Aceto di alcool 20 cl

### Preparazione
Per il macerato, tritare i peperoncini, inclusi i semi, in maniera abbastanza fine. Aggiungere il sale e lasciare in un contenitore sterile chiuso con un tovagliolo pulito. Lasciar fermentare almeno un mese, meglio se più a lungo: l'originale fermenta per tre anni. Quando la fermentazione si ferma mettere il macerato in un nuovo contenitore, aggiungere l'aceto e lasciar riposare almeno una settimana. Dopo di che mettere il composto in un colino, e spremerne il liquido. Imbottigliare e conservare in frigo, aggiungendo eventualmente del sale.

## Varietà
Il Tabasco viene attualmente prodotto in otto varietà:
- Original Red Sauce, prodotta con il peperoncino Tabasco.
- Green Jalapeño Pepper Sauce, prodotta con peperoncino Jalapeño.
- Chipotle Pepper Sauce, prodotta con peperoncino Chipotle.
- Buffalo Style Sauce, prodotta appositamente per le ali di pollo alla Buffalo.
- Habanero Sauce, prodotta con peperoncino Habanero.
- Garlic Pepper Sauce, prodotta come l'originale con l'aggiunta di aglio.
- Sweet & Spicy Sauce, salsa dolciastra prodotta con il Tabasco e ingredienti dell'Estremo Oriente.
- Sriracha Sauce.